# Alexis Sánchez
Alexis Alejandro Sánchez Sánchez (ur. 19 grudnia 1988 w Tocopilli) – chilijski piłkarz, występujący na pozycji napastnika we włoskim klubie Udinese Calcio oraz w reprezentacji Chile. 
Od 2006 występuje w reprezentacji Chile, której jest rekordzistą pod względem liczby występów oraz liczby bramek. Złoty medalista Copa América 2015 i 2016, uczestnik Mistrzostw Świata 2010, 2014 i Copa América 2011, 2019. Srebrny medalista Pucharu Konfederacji 2017.

## Kariera klubowa
Jego pierwszym klubem była CD Cobreloa. W 2005, mając 17 lat, został członkiem pierwszego zespołu. Jego talent obserwowali wysłannicy włoskiego Udinese Calcio, które w maju 2006 kupiło go za kwotę 3 milionów dolarów. Przed rozpoczęciem sezonu we Włoszech został jednak wypożyczony do CSD Colo-Colo. Rok później trafił na wypożyczenie do argentyńskiego River Plate.
W sezonie 2010/2011 stał się kluczowym zawodnikiem Udinese, które zakończyło sezon na czwartym miejscu w Serie A.
W lipcu 2011 został piłkarzem Barcelony. Kwota transferu wyniosła 37,5 miliona euro (26 milionów + 11,5 zmiennych). W Barcelonie występował z numerem 9, który otrzymał po odejściu Bojana Krkicia do AS Roma.
W lipcu 2014 podpisał kontrakt z Arsenalem.
W barwach londyńskiego klubu zadebiutował 2 sierpnia 2014 w meczu w ramach Emirates Cup przeciwko SL Benfica. Pierwszą bramkę zdobył w meczu eliminacji Ligi Mistrzów przeciwko tureckiemu Besiktasowi.
22 stycznia 2018 podpisał 4,5-letni kontrakt z Manchesterem United. W nowym klubie zadebiutował 26 stycznia 2018 w wygranym 0:4 meczu IV rundy Pucharu Anglii przeciwko Yeovil Town, w 72. minucie spotkania został zmieniony przez Jesse'ego Lingarda. W tym samym spotkaniu zaliczył również asystę przy bramce Andera Herrery. Swoją pierwszą bramkę dla Manchesteru United strzelił 3 lutego 2018 w wygranym 2:0 meczu przeciwko Huddersfield Town.
29 sierpnia 2019 udał się na roczne wypożyczenie do Interu Mediolan.
6 sierpnia 2020 definitywnie przeszedł do Interu Mediolan na zasadzie wolnego transferu, podpisując kontrakt na trzy lata. 14 września zadebiutował w barwach Interu, rozgrywając mecz przeciwko Udinese (1:0). Pierwsze dwa trafienia zanotował dwa tygodnie później, strzelając w wygranym 3:1 starciu z Sampdorią.
9 sierpnia 2022 przeszedł do Olympique Marsylia, z którym podpisał dwuletni kontrakt, z opcją przedłużenia o kolejne lata. We francuskim klubie zadebiutował 14 sierpnia w zremisowanym 1:1 meczu Ligue 1 z Brest. 28 sierpnia w wygranym 3:0 meczu 4. kolejki przeciwko Nice, strzelił swoje pierwsze dwie bramki w Ligue 1. 11 lutego 2023 skompletował dublet w wygranym 2:0 meczu Ligue 1 z Clermont Foot 63. Dublet zanotował również 19 marca w meczu z Stade de Reims (2:1).
26 sierpnia 2023 powrócił do Interu Mediolan, podpisując jednoroczny kontrakt. Pierwsze trafienie po powrocie zanotował 24 października w rozgrywkach Ligi Mistrzów UEFA w wygranym 2:1 meczu z Red Bullem Salzburg.

## Kariera reprezentacyjna
Ma za sobą grę w reprezentacji Chile do lat 20. 27 kwietnia 2006 zadebiutował w seniorskiej reprezentacji Chile, w meczu przeciwko Nowej Zelandii. Pierwszą bramkę dla drużyny narodowej strzelił w, rozgrywanym 7 września 2007, meczu przeciwko reprezentacji Szwajcarii (1:2). 22 czerwca 2017, strzelając gola reprezentacji Niemiec w meczu Pucharu Konfederacji 2017, został najskuteczniejszym strzelcem w historii reprezentacji Chile z 38 golami, bijąc rekord ustanowiony przez Marcelo Salasa, który wynosił 37 bramek.

## Statystyki

### Klubowe
(aktualne na 22 stycznia 2024)
| Klub                  | Sezon              | Liga               | Liga  | Liga   | Puchar kraju | Puchar kraju | Puchar ligi | Puchar ligi | Europa | Europa | Inne  | Inne   | Suma  | Suma   |
| Klub                  | Sezon              | Liga               | Mecze | Bramki | Mecze        | Bramki       | Mecze       | Bramki      | Mecze  | Bramki | Mecze | Bramki | Mecze | Bramki |
| --------------------- | ------------------ | ------------------ | ----- | ------ | ------------ | ------------ | ----------- | ----------- | ------ | ------ | ----- | ------ | ----- | ------ |
| CD Cobreloa           | 2005               | Primera División   | 35    | 3      | –            | –            | –           | –           | 3      | 0      | –     | –      | 38    | 3      |
| CD Cobreloa           | 2006               | Primera División   | 12    | 9      | –            | –            | –           | –           | –      | –      | –     | –      | 12    | 9      |
| CD Cobreloa           | Ogólnie            | Ogólnie            | 47    | 12     | 0            | 0            | 0           | 0           | 3      | 0      | 0     | 0      | 50    | 12     |
| Colo-Colo (wyp.)      | 2006               | Primera División   | 18    | 4      | –            | –            | –           | –           | 9      | 1      | –     | –      | 27    | 5      |
| Colo-Colo (wyp.)      | 2007               | Primera División   | 14    | 1      | –            | –            | –           | –           | 7      | 3      | –     | –      | 21    | 4      |
| Colo-Colo (wyp.)      | Ogólnie            | Ogólnie            | 32    | 5      | 0            | 0            | 0           | 0           | 16     | 4      | 0     | 0      | 48    | 9      |
| River Plate (wyp.)    | 2007/2008          | Primera División   | 23    | 4      | –            | –            | –           | –           | 8      | 0      | –     | –      | 31    | 4      |
| River Plate (wyp.)    | Ogólnie            | Ogólnie            | 23    | 4      | 0            | 0            | 0           | 0           | 8      | 0      | 0     | 0      | 31    | 4      |
| Udinese Calcio        | 2008/2009          | Serie A            | 32    | 3      | 2            | 0            | –           | –           | 9      | 0      | –     | –      | 43    | 3      |
| Udinese Calcio        | 2009/2010          | Serie A            | 32    | 5      | 4            | 1            | –           | –           | –      | –      | –     | –      | 36    | 6      |
| Udinese Calcio        | 2010/2011          | Serie A            | 31    | 12     | 2            | 0            | –           | –           | –      | –      | –     | –      | 33    | 12     |
| Udinese Calcio        | Ogólnie            | Ogólnie            | 95    | 20     | 8            | 1            | 0           | 0           | 9      | 0      | 0     | 0      | 112   | 21     |
| FC Barcelona          | 2011/2012          | Primera División   | 25    | 12     | 7            | 1            | –           | –           | 6      | 2      | 3     | 0      | 41    | 15     |
| FC Barcelona          | 2012/2013          | Primera División   | 29    | 8      | 6            | 2            | –           | –           | 9      | 1      | 2     | 0      | 46    | 11     |
| FC Barcelona          | 2013/2014          | Primera División   | 34    | 19     | 9            | 2            | –           | –           | 9      | 0      | 2     | 0      | 54    | 21     |
| FC Barcelona          | Ogólnie            | Ogólnie            | 88    | 39     | 22           | 5            | 0           | 0           | 24     | 3      | 7     | 0      | 141   | 47     |
| Arsenal               | 2014/2015          | Premier League     | 35    | 16     | 6            | 4            | 1           | 1           | 9      | 4      | 1     | 0      | 52    | 25     |
| Arsenal               | 2015/2016          | Premier League     | 30    | 13     | 3            | 1            | 1           | 0           | 7      | 3      | 0     | 0      | 41    | 17     |
| Arsenal               | 2016/2017          | Premier League     | 38    | 24     | 5            | 3            | 0           | 0           | 8      | 3      | –     | –      | 51    | 30     |
| Arsenal               | 2017/2018          | Premier League     | 19    | 7      | 0            | 0            | 2           | 0           | 1      | 1      | 0     | 0      | 22    | 8      |
| Arsenal               | Ogólnie            | Ogólnie            | 122   | 60     | 14           | 8            | 4           | 1           | 25     | 11     | 1     | 0      | 166   | 80     |
| Manchester United     | 2017/2018          | Premier League     | 12    | 2      | 4            | 1            | 0           | 0           | 2      | 0      | 0     | 0      | 18    | 3      |
| Manchester United     | 2018/2019          | Premier League     | 20    | 1      | 3            | 1            | 0           | 0           | 4      | 0      | –     | –      | 27    | 2      |
| Manchester United     | Ogólnie            | Ogólnie            | 32    | 3      | 7            | 2            | 0           | 0           | 6      | 0      | 0     | 0      | 45    | 5      |
| Inter Mediolan (wyp.) | 2019/2020          | Serie A            | 22    | 4      | 4            | 0            | –           | –           | 4      | 0      | –     | –      | 32    | 4      |
| Inter Mediolan        | 2020/2021          | Serie A            | 30    | 7      | 3            | 0            | –           | –           | 5      | 0      | –     | –      | 38    | 7      |
| Inter Mediolan        | 2021/2022          | Serie A            | 27    | 5      | 5            | 2            | –           | –           | 6      | 1      | 1     | 1      | 39    | 9      |
| Inter Mediolan        | Ogólnie            | Ogólnie            | 79    | 16     | 12           | 2            | 0           | 0           | 17     | 1      | 1     | 1      | 109   | 20     |
| Olympique Marsylia    | 2022/2023          | Ligue 1            | 35    | 14     | 4            | 2            | –           | –           | 5      | 2      | –     | –      | 44    | 18     |
| Olympique Marsylia    | Ogólnie            | Ogólnie            | 35    | 14     | 4            | 2            | 0           | 0           | 5      | 2      | 0     | 0      | 44    | 18     |
| Inter Mediolan        | 2023/2024          | Serie A            | 8     | 0      | 0            | 0            | –           | –           | 6      | 2      | 2     | 0      | 16    | 2      |
| Inter Mediolan        | Ogólnie            | Ogólnie            | 8     | 0      | 0            | 0            | 0           | 0           | 6      | 2      | 2     | 0      | 16    | 2      |
| Ogólnie w karierze    | Ogólnie w karierze | Ogólnie w karierze | 561   | 173    | 67           | 20           | 4           | 1           | 120    | 23     | 11    | 1      | 763   | 218    |

### Reprezentacyjne
(aktualne na 22 listopada 2023)
| Reprezentacja | Rok     | Mecze | Bramki |
| ------------- | ------- | ----- | ------ |
| Chile         | 2006    | 5     | 0      |
| Chile         | 2007    | 4     | 1      |
| Chile         | 2008    | 9     | 2      |
| Chile         | 2009    | 9     | 5      |
| Chile         | 2010    | 7     | 4      |
| Chile         | 2011    | 11    | 2      |
| Chile         | 2012    | 8     | 0      |
| Chile         | 2013    | 11    | 8      |
| Chile         | 2014    | 13    | 4      |
| Chile         | 2015    | 14    | 5      |
| Chile         | 2016    | 15    | 5      |
| Chile         | 2017    | 13    | 3      |
| Chile         | 2018    | 5     | 2      |
| Chile         | 2019    | 8     | 2      |
| Chile         | 2020    | 4     | 2      |
| Chile         | 2021    | 8     | 2      |
| Chile         | 2022    | 8     | 3      |
| Chile         | 2023    | 8     | 1      |
| Łącznie       | Łącznie | 160   | 51     |

## Sukcesy

### Colo-Colo
- Mistrzostwo Chile: 2006 Clausura, 2007 Apertura

### River Plate
- Mistrzostwo Argentyny: 2007/2008 Clausura

### FC Barcelona
- Mistrzostwo Hiszpanii: 2012/2013
- Puchar Króla: 2011/2012
- Superpuchar Hiszpanii: 2011, 2013
- Superpuchar Europy UEFA: 2011
- Klubowe mistrzostwo świata: 2011

### Arsenal
- Puchar Anglii: 2014/2015, 2016/2017
- Tarcza Wspólnoty: 2014

### Inter Mediolan
- Mistrzostwo Włoch: 2020/2021
- Puchar Włoch: 2021/2022
- Superpuchar Włoch: 2021, 2023

### Chile
- Copa América: 2015, 2016
- 2. miejsce w Pucharze Konfederacji: 2017

### Wyróżnienia
- Złota Piłka Copa América: 2016[15]
- Srebrna Piłka Pucharu Konfederacji: 2017
- Najlepszy piłkarz sezonu według kibiców w plebiscycie PFA: 2014/2015
- Piłkarz sezonu w Arsenalu: 2014/2015, 2016/2017[16]
- Piłkarz sezonu Facebook Football Awards: 2014/2015[17]
- Piłkarz miesiąca Serie A: Luty 2011[18]
- Piłkarz miesiąca Premier League w plebiscycie PFA: Październik 2014, Październik 2015[19]
- Ulubiony piłkarz w Wielkiej Brytanii w plebiscycie Kids’ Choice Awards: 2015
- Drużyna sezonu Premier League w plebiscycie PFA: 2014/2015[20]
- Drużyna sezonu Premier League według użytkowników premierleague.com: 2014/2015

### Rekordy
- Najskuteczniejszy zawodnik w historii reprezentacji Chile: 51 goli
- Najwięcej występów w historii reprezentacji Chile: 160 meczów[c]